# Mattfeldanthus
 Mattfeldanthus   H.Rob. & R.M.King, 1979 è un genere di piante angiosperme dicotiledoni della famiglia delle Asteraceae.

## Etimologia
Il nome scientifico del genere è stato definito per la prima volta dai botanici Harold Ernest Robinson (1932-2020) e Robert Merrill King (1930-2007) nella pubblicazione " Willdenowia. Mitteilungen aus dem Botanischen Garten und Museum Berlin-Dahlem. Berlin-Dahlem" (  Willdenowia 9: 10) del 1979.

## Descrizione
Le piante di questa voce hanno un habitus fruticoso con larghe ramosità e con altezza massima 1,5 metri. La pubescenza è formata da peli semplici; i fusti sono affusolati e striati.
Le foglie lungo il fusto sono disposte normalmente in modo alterno e sono brevemente picciolate. La lamina è intera e in genere ha la forma ovata con apici acuti e base arrotondata. I margini sono continui. Le venature sono pennate. Lunghezza del picciolo: 2 – 5 mm. Dimensione della lamina: lunghezza 3 – 6 cm; larghezza 2 – 3 cm.
Le infiorescenze sono di tipo pseudo-tricotomiche ascellare, formate da alcuni capolini sessili. La struttura dei capolini è quella tipica delle Asteraceae: un peduncolo sorregge un involucro a forma cilindrica composto da circa 100 brattee disposte su 7 - 10 serie che fanno da protezione al ricettacolo sul quale s'inseriscono i fiori di tipo tubuloso. Le brattee, in genere persistenti e colorate di porpora, si presentano con forme da ovate a oblungo-lanceolate e margini scariosi (quelle interne sono ottuse; quelle più esterne sono acute). Il ricettacolo può essere provvisto di pagliette oppure no. Dimensione del capolino: larghezza 0,9 cm; lunghezza 2,4 - 2,7 cm. Dimensione delle brattee: larghezza 1 – 2 mm; lunghezza 1 – 15 mm.
I fiori, 14 - 16 per capolino, sono tetra-ciclici (ossia sono presenti 4 verticilli: calice – corolla – androceo – gineceo) e pentameri (ogni verticillo ha in genere 5 elementi). I fiori sono inoltre ermafroditi e dimorfici: quelli esterni (7 - 8 fiori) sono zigomorfi; quelli più interni (7 - 8 fiori) sono regolari (actinomorfi).
- Formula fiorale:

*/x K {\displaystyle \infty }, [C (5), A (5)], G 2 (infero), achenio
- Calice: i sepali del calice sono ridotti ad una coroncina di squame.
- Corolla: la corolla, formata da un tubo imbutiforme terminanti in 5 lobi acutissimi e punteggiati di ghiandole. I lobi interni dei fiori esterni (zigomorfi) sono più lunghi. Il colore varia da purpureo o lavanda. Lunghezza delle corolle: 18 mm.
- Androceo: gli stami sono 5 con filamenti liberi e distinti, mentre le antere sono saldate in un manicotto (o tubo) circondante lo stilo.[11] Le antere, sagittate, spesso sono ricoperte da ghiandole ed hanno delle code di tipo lobato. Il polline è tricolporato (con tre aperture sia di tipo a fessura che tipo isodiametrica o poro), echinato (con punte) e  "lophato" (la parte più esterna dell'esina è sollevata a forma di creste e depressioni) ma privo di lacune polari.[12]
- Gineceo: lo stilo è filiforme con base nodosa. Gli stigmi dello stilo sono due divergenti con la superficie stigmatica posizionata internamente (vicino alla base). La pubescenza è del tipo a spazzola con peli appuntiti.[13] L'ovario è infero uniloculare formato da 2 carpelli.

I frutti sono degli acheni con pappo. Gli acheni, a forma più o meno cilindrica, hanno 10 coste con la superficie sericea con ghiandole. All'interno si può trovare del tessuto di tipo idioblasto e rafidi di tipo subquadrato da corti a moderatamente allungati; non è presente il tessuto tipo fitomelanina. Il pappo, biseriato, è formato esternamente da squamelle e internamente da setole capillari. Lunghezza degli acheni: 3,5 mm.

## Biologia
- Impollinazione: l'impollinazione avviene tramite insetti (impollinazione entomogama tramite farfalle diurne e notturne).
- Riproduzione: la fecondazione avviene fondamentalmente tramite l'impollinazione dei fiori (vedi sopra).
- Dispersione: i semi (gli acheni) cadendo a terra sono successivamente dispersi soprattutto da insetti tipo formiche (disseminazione mirmecoria). In questo tipo di piante avviene anche un altro tipo di dispersione: zoocoria. Infatti gli uncini delle brattee dell'involucro si agganciano ai peli degli animali di passaggio disperdendo così anche su lunghe distanze i semi della pianta.

## Distribuzione e habitat
La distribuzione delle piante di questa voce è relativa al Brasile.

## Tassonomia
La famiglia di appartenenza di questa voce (Asteraceae o Compositae, nomen conservandum) probabilmente originaria del Sud America, è la più numerosa del mondo vegetale, comprende oltre 23.000 specie distribuite su 1.535 generi, oppure 22.750 specie e 1.530 generi secondo altre fonti (una delle checklist più aggiornata elenca fino a 1.679 generi). La famiglia attualmente (2021) è divisa in 16 sottofamiglie.

### Filogenesi
Le specie di questo gruppo appartengono alla sottotribù Lepidaploinae descritta all'interno della tribù Vernonieae Cass. della sottofamiglia Vernonioideae Lindl.. Questa classificazione è stata ottenuta ultimamente con le analisi del DNA delle varie specie del gruppo. Da un punto di vista filogenetico in base alle ultime analisi sul DNA la tribù Vernonieae è risultata divisa in due grandi cladi: Muovo Mondo e Vecchio Mondo. I generi di Lepidaploinae appartengono al subclade relativo all'America tropicale (l'altro subclade americano comprende anche specie del Nord America e del Messico).
La sottotribù, e quindi i suoi generi, si distingue per i seguenti caratteri:
- l'infiorescenza è cimosa-seriale;
- la pubescenza è fatta di peli semplici o a forma di "T";
- l'involucro è persistente con ricettacolo privo di pagliette;
- gli acheni sono privi di fitomelanina;
- il polline tricolporato è echino-lophato;
- l'areale principale di questo gruppo è l'America tropicale.

In precedenza la tribù Vernonieae, e quindi la sottotribù (Lepidaploinae) di questo genere, era descritta all'interno della sottofamiglia Cichorioideae. La costituzione di questo gruppo è relativamente recente (2009); in precedenza tutti i generi della sottotribù erano descritti all'interno della sottotribù Vernoniinae. Nell'ambito della tribù Lepidaploinae occupa, da un punto di vista filogenetico, una posizione abbastanza "centrale" insieme alle sottotribù Vernoniinae, Chrestinae e Elephantopinae. Attualmente la sottotribù Lepidaploinae, così come è circoscritta, non risulta monofiletica.
I caratteri distintivi per le specie di questo genere ( Mattfeldanthus ) sono:
- la corolla è leggermente zigomorfa con i lobi verso il centro del capolino più lunghi;
- le teche delle antere hanno la coda;
- i nodi basali delle infiorescenze hanno 2 - 3 ramificazioni (nodi tricotomici);

### Elenco delle specie
Questo genere ha 2 specie:
- Mattfeldanthus andrade-limae (G.M.Barroso) Dematt.
- Mattfeldanthus mutisioides  H.Rob. & R.M.King